# World of Warcraft: Warlords of Draenor
World of Warcraft: Warlords of Draenor (с англ. — «Мир военного ремесла: Вожди Дренора») — пятое дополнение к компьютерной игре World of Warcraft, анонсированное 8 ноября 2013 года и вышедшее 13 ноября 2014 года. В качестве основных нововведений — повышение максимального уровня до 100-го, а также возможность постройки собственных подконтрольных крепостей — гарнизонов.
Сюжет дополнения развивается непосредственно после событий, произошедших в дополнении Mists of Pandaria, вокруг мира Дренор, родной планеты орков ещё до её разрушения и возникновения Запределья. В дополнении фигурируют такие легендарные персонажи мира Warcraft, как Громмаш Адский Крик, Гул’дан, Нер’зул и прочие.

## Сюжет
В ходе развития сюжета Mists of Pandaria Гаррош Адский Крик был свергнут совместными усилиями Альянса и Орды и заключён под стражу в пандарийскую тюрьму. Таким образом он должен был ответить за все злодеяния, причинённые своему народу. Однако перед судом Гаррошу удаётся сбежать при помощи Кайроздорму, который освободил его из заточения и перенёс в Дренор прошлого из альтернативной реальности. Гаррош попадает в Дренор ещё до возникновения Старой Орды и своими действиями меняет ход истории. За 35 лет до осады Оргриммара, Громмаш Адский Крик отказывается принимать кровь Маннорота, а Гаррош начинает атаку на силы Пылающего Легиона. Орки объединяются в Железную Орду, ведомую Громмашем Адским Криком, не знающим, кто Гаррош на самом деле, и, используя умения Гарроша, рассказавшего им о современных технологиях Азерота, начинают завоевание Дренора и отстраивают Тёмный Портал, для вторжения в Азерот.

## Нововведения
- Новые локации родной планеты орков — Дренора (Награнд, Таладор, Пики Арака, Хребет Ледяного Огня, Горгронд, Танаанские джунгли, Долина Призрачной Луны, Ашран).
- Гарнизон — возможность построить на Дреноре собственную крепость, которую затем можно расширять и модифицировать. Прообразом гарнизона была ферма в Mists of Pandaria. В гарнизоне имеется собственный сад, шахта, озеро, система соратников, подобия личной небольшой армии, а также зона для битв питомцев.
- Новые модели персонажей (на старте были обновлены расы классического World of Warcraft и раса дополнения The Burning Crusade — дренеи, позднее вышло обновление эльфов крови)[2].
- Максимальный уровень персонажа повышен до 100-го.
- Возможность мгновенно повысить уровень до 90-го[3].
- Новые подземелья: Шлаковые шахты клана Кровавого Молота, Депо Мрачных Путей, Аукиндон, Небесный Путь, Некрополь Призрачной Луны, Железные доки, Вечное Цветение. Переработанные подземелья классики: Верхняя часть Чёрной Горы, Непроглядная пучина, Лабиринты Иглошкурых, Курганы Иглошкурых.
- С рейтинговыми матчами на арене. В дополнении Warlords of Draenor стычки вновь вернулись в игру: игроки получили нерейтинговые матчи на арене в формате 2x2 и 3x3, в которых можно участвовать с группой друзей или самому. За победу в таких матчах игроки получают очки чести и случайный бонус — золото, дополнительные очки чести или PvP-экипировку 600-го уровня.
- Система приглашения зрителей. Своеобразный «режим наблюдения». Она позволит организаторам матчей приглашать две команды для участия в зрелищном PvP-сражении — манёврах. После начала матча все участники группы организатора смогут наблюдать, как команды соперников расправляются друг с другом.

## Разработка
Альфа-тестирование Warlords of Draenor началось в апреле 2014. Дополнение достигло стадии беты в июне 2014.
В игру были введены обновлённые модели персонажей с бо́льшим количеством полигонов и более проработанными текстурами, с целью довести качество ранних игровых рас до уровня пандаренов из Mists of Pandaria, а также воргенов и гоблинов из Cataclysm, при этом сохранив их дух и узнаваемость.
Не последнее место заняли и вопросы оптимизации — по заверениям разработчиков, новые модели не приведут к серьёзному падению производительности во время массовых сражений. Формат внутригровых архивов был изменён с классического MPQ (до последнего времени, используемого в большинстве игр Blizzard) на более совершенный CASC (позволяющий повысить эффективность хранения данных и установки автоматических обновлений).

## Отзывы и критика
| Сводный рейтинг    | Сводный рейтинг |
| Агрегатор          | Оценка          |
| ------------------ | --------------- |
| GameRankings       | 85,33 %         |
| Metacritic         | 87/100          |
| Иноязычные издания |                 |
| Издание            | Оценка          |
| GamesRadar+        | [ 11 ]          |
| Polygon            | 9,5/10          |

Сразу после выхода дополнение Warlords of Draenor заслужило положительные отзывы критиков. Текущий счёт на Metacritic составляет 87 баллов.

### Продажи
За первые 24 часа было продано 3,3 миллиона копий Warlords of Draenor, а число подписок на игру возросло с 7,4 миллионов до более 10 миллионов. Впоследствии, к марту 2015 года количество подписчиков стремительно сократилось до 7,1 миллионов, а во втором квартале 2015 года количество подписчиков упало еще на 1,5 млн и составило 5,6 миллионов.
Однако в первые дни после выхода обновления игроки столкнулись с проблемами входа в игру, а также проблемами входа в свои гарнизоны. Позднее сотрудники компании извинились за доставленными неудобства и подарили всем игрокам, которые были в сети в первые дни дополнения, несколько дней игры.